# Alyxia gynopogon
Alyxia gynopogon es una especie de arbusto perteneciente a la familia Apocynaceae. Es originaria des Suroeste de Asia.

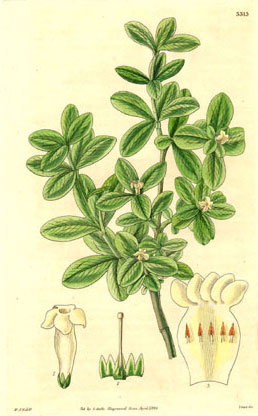
Ilustración

## Usos
En Malasia se usa como especia en sustitución de Cinnamomun zeylanicum y en Madagascar, la corteza y las hojas se utilizan para la manufactura de ron.

## Taxonomía
Alyxia gynopogon fue descrita por Roem. & Schult. y publicado en Systema Vegetabilium 4: 440. 1819.
Sinonimia
- Alyxia daphnoides A.Cunn.
- Alyxia forsteri A.Cunn. ex Loudon
- Alyxia pubescens Turrill
- Gynopogon alyxia G.Forst.
- Pulassarium alyxia (G.Forst.) Kuntze
- Pulassarium daphnodes (A.Cunn.) Kuntze[3]